# Help Myself (Nous ne faisons que passer)
Help Myself (Nous ne faisons que passer) is een nummer van de Franse zanger Gaëtan Roussel uit 2010. Het is de eerste single van zijn eerste soloalbum Ginger.
Het was de eerste keer dat Roussel een soloplaat uitbracht; in Frankrijk had hij met zijn band Louise Attaque al een aantal hits op zijn naam staan. Ook met "Help Myself" behaalde Roussel solo een succes in Frankrijk, de plaat bereikte de 4e positie in de Franse hitlijsten. In Wallonië sloeg het nummer ook aan, daar bereikte het de 3e positie.

## Tracklijst
- Cd-single

1. "Help Myself (Nous ne faisons que passer)" – 2:49